# District de Pleebo/Sodeken
Le district de Pleebo/Sodeken est une subdivision du comté de Maryland au Liberia. 
L’autre district du comté de Maryland est :
- Le district de Barrobo